# Монсунска клима умерених ширина
Монсунска клима умерених ширина је клима монсунског карактера у умереним пределима Азије. Заступљена је у Јапану, на Камчатки и Сахалину. Одликују је хладне зиме са малом облачношћу и доминантним северозападним ветром, као и умерена до топла лета са обилним падавинама. Температуре се крећу у распону од 23 °C током лета и —20 °C током зиме. Падавине су мале, само 560 милиметара, од чега се свега 75 мм излучи у зимској половини године. У Јапану и Камчатки зима је блажа, а падавине су изражене током целе године, док се на Сахалину и острву Хокаидо формира висок снежни покривач. 